# سوزي فان هال
سوزي فان هال (بالهولندية: Suzy van Hall)‏ هي راقصة هولندية، ولدت في 28 أبريل 1907 في لاهاي في هولندا، وتوفيت في 9 يوليو 1978 في Saint-Cybranet ‏ في فرنسا.

## وصلات خارجية
ناجون من معسكر اعتقال داخاو